# Mesopotâmia Inferior
Mesopotâmia Inferior é uma região histórica no atual Iraque. Na Idade Média, correspondia ao Sauade, que estritamente falando designou apenas a planície aluvial sul, e Aliraque Alárabi (al-ʻIrāq al-ʻArabi), em oposição ao Iraque Persa, o Jibal. A Mesopotâmia Inferior também equivale às regiões da Suméria e Babilônia do Antigo Oriente Próximo.

## Delimitação
Os geógrafos árabes medievais colocaram a fronteira norte entre o Iraque e a Alta Mesopotâmia (Jazira) numa linha que vai de Ambar, no Eufrates, a Ticrite, no Tigre, embora mais tarde tenha sido deslocada para uma linha indo a oeste de Ticrite, incluindo várias cidades no Eufrates, passando por Ambar e entrando no Iraque.